# Eucalyptus pellita
Eucalyptus pellita är en myrtenväxtart som beskrevs av Ferdinand von Mueller. Eucalyptus pellita ingår i släktet Eucalyptus och familjen myrtenväxter. Inga underarter finns listade i Catalogue of Life.